# Francisco Andrade Marín
Francisco Higinio Andrade Marín (Ibarra, 1841-ibidem, 1935), fue un político ecuatoriano, encargado del poder ejecutivo del país entre el 6 de marzo y el 1 de agosto de 1912, además de alcalde de Quito en cuatro ocasiones. Fue padre de Margarita Andrade Marín, Luciano Andrade Marín, Carlos Andrade Marín, Jorge Andrade Marín, Miguel Andrade Marín y Hortensia Andrade Marín.

## Vida política

### Alcaldías
Fue elegido alcalde de Quito en cuatro ocasiones: 1878, 1888, 1892 y 1905, en una época en la que el periodo del burgomaestre era de apenas un año y empezaba el 1 de enero para terminar el 31 de diciembre. La primera vez que llegó al sillón del Cabildo construyó un camino carrozable entre Quito y el pueblo de La Magdalena, donando para ello parte de sus terrenos en las calles Guayaquil y Ambato, donde hasta hoy se encuentra una plazoleta desde la que partía la vía.
En su segunda alcaldía participó en la erección del Monumento a Sucre en la plaza de Santo Domingo; interesó al Cabildo en la necesidad de un tranvía para la ciudad; y construyó un camino privativo para ganado entre Chimbacalle y la Plaza del Teatro, pasando por La Tola. En su segundo periodo abrió la calle Mejía, entre Guayaquil y Flores, logrando para ello la donación de los terrenos que pertenecían al huerto del convento de San Agustín; también rellenó la quebrada donde hoy se encuentra la Plaza Marín (La Marín), sector que recibió tal nombre en su honor.
En su última ocasión al frente del Concejo Municipal desarrolló quizá la más emblemática de sus obras: la canalización y relleno de la quebrada de Jerusalén (o de los Gallinazos), por donde hoy discurre el bulevar 24 de Mayo; además construyó la Plaza Victoria en el sector de San Roque y decretó la construcción de un mercado al norte de la ciudad, hoy conocido como Mercado de Santa Clara.

### Encargo del Poder
Luego del golpe del 5 de marzo de 1912, que privó la vida al general Julio Andrade Rodríguez y obligó a renunciar al Gobierno de Carlos Freile Zaldumbide, Francisco Andrade Marín, entonces presidente de la Cámara de Diputados, recibió del general Leonidas Plaza Gutiérrez la misión de conducir los destinos de la República. Freile Zaldumbide, sin carácter para afrontar las circunstancias, se aprestó a renunciar para después de pocos días protestar ante los hechos consumados, mientras que Andrade Marín, doblegado ante la  voluntad de Plaza Gutiérrez, se hizo cargo del Ejecutivo en nombre de una Constitución que no existía, para traspasarla después de pocos meses al general Plaza.
Durante su encargo trató de preparar las jornadas electorales que se celebraron sin ningún entusiasmo, porque de antemano se conoció que el único candidato triunfante sería el general Leonidas Plaza, como lo fue en efecto, merced a los votos y empleados en trance de defender sus cargos burocráticos y de militares de rápidos ascensos. Reunido el Congreso en 1912, Andrade Marín leyó un mensaje en que se refería largamente a los acontecimientos de marzo, el mismo día Andrade Marín prefirió ceder las riendas del Gobierno al presidente del Senado Alfredo Baquerizo Moreno.

## Rector
Se desempeñó como rector de la Universidad Central del Ecuador, en Quito, en el periodo 1908 - 1910.